# Červeník
Červeník (hongrois : Vágvörösvár) est un village de Slovaquie situé dans la région de Trnava.

## Histoire
Première mention écrite du village en 1113.

## Démographie

### Évolution de la population
| Année:               | 1994. | 2004.   | 2014.    | 2024.   |
| -------------------- | ----- | ------- | -------- | ------- |
| Nombre de personnes: | 1420  | 1495    | 1669     | 1691    |
| Différence:          |       | +5,28 % | +11,63 % | +1,31 % |

| Année:               | 2023. | 2024.   |
| -------------------- | ----- | ------- |
| Nombre de personnes: | 1686  | 1691    |
| Différence:          |       | +0,29 % |